# マデイラ島の照葉樹林
マデイラ島の照葉樹林とは、ポルトガルのマデイラ諸島の主島であるマデイラ島に分布する照葉樹林原生林のことをいう。世界遺産に登録されている。
ヨーロッパを包み込んだ第四紀更新世における氷河の影響を辛うじて免れた、アトラス山脈北稜（モロッコ・アルジェリア領内）；カナリア諸島のラ・ゴメラ島のガラホナイ国立公園（世界遺産）を中心とした区域、ラ・パルマ島（特に北東部）、テネリフェ島（北部の狭い区域）；アソーレス諸島の一部の島々と並び、氷期以前のヨーロッパにおける植生分布の典型として貴重である。
太平洋周縁と異なり、氷河気候が卓越した中で照葉樹林がほとんど残らなかった大西洋周縁の照葉樹林原生林としても非常に重要。このため正式には「遺存型照葉樹林」と呼ばれている。
なお、ポルトガル語名の「ラウリシルヴァ」（スペイン語名「ラウリシルバ」）は、「月桂樹林」と誤訳されることが多いが、実際はゲッケイジュが優占する単相林ではなく、多様な常緑広葉樹及び常緑針葉樹から成る森林である。樹種はOcotea foetens（til）、Apollonias barbujana（barbusano）、Persea indica（vinhático）およびゲッケイジュ属のLaurus novocanariensisが多い。
森林の中にはEchium candicans、Euphorbia mellifera、Isoplexis sceptrum、Musschia wollastoniiなどの固有種の植物および豊富なシダ類、コケ植物（苔類、蘚類）、地衣類が生えており、マデイラバト、マデイラキクイタダキ、ズアオアトリの亜種のFringilla coelebs maderensis、マデイラアブラコウモリ、ヒメヤマコウモリの亜種のNyctalus leisleri verrucosusおよび500種以上の昆虫類、クモ類、軟体動物などの固有種の動物が生息している。
島中にはレヴァダと呼ばれる飲料水または灌漑用の水路が建設され、一部は照葉樹林の中を通過する。また、外来種は過去にヤギやヒツジがいたが、現在は除去された。

## 登録基準
この世界遺産は世界遺産登録基準のうち、以下の条件を満たし、登録された（以下の基準は世界遺産センター公表の登録基準からの翻訳、引用である）。
- (9) 陸上、淡水、沿岸および海洋生態系と動植物群集の進化と発達において進行しつつある重要な生態学的、生物学的プロセスを示す顕著な見本であるもの。
- (10) 生物多様性の本来的保全にとって、もっとも重要かつ意義深い自然生息地を含んでいるもの。これには科学上または保全上の観点から、すぐれて普遍的価値を持つ絶滅の恐れのある種の生息地などが含まれる。